# رنا الحسيني (صحفية)
رنا الحسيني، صحافية وناشطة أردنية، تكتب في صحيفة جوردان تايمز. ركّز رنا في عملها ومنذ ما يزيد عن 20 عاماً على القضايا الاجتماعية خاصة "العنف ضد المرأة" و"جرائم الشرف. ألّفت كتاب «جريمة باسم الشرف» “Murder in the Name of Honour”.
ساهمت تغطياتها وتكريس عملها لإنهاء الممارسات غير المبررة ضد المرأة في رفع الوعي الوطني حول موضوعٍ تقليدي يعتبر من المحرمات. تجاوبت الحكومة بإدخال بعض التغييرات القانونية والقضائية لفرض عقوبات أكثر صرامة على مرتكبي هذه الجرائم وتقديم خدمات جديدة لمساعدة النساء والأطفال الذي تعرضوا لمعاملة سيئة.
عام 2009، أنهت رنا الحسيني تأليف كتابها حول ما يسمى بجرائم الشرف في العالم والذي ركّزت فيه بشكل خاص على الأردن وعنوانه «جريمة باسم الشرف». يتوفر الكتاب باللغات العربية والإنجليزية والهولندية والفنلندية، ويهدف لتوفير مصدرٍ موثوق يعتمد على التجربة الواقعية ومعالجة قضية حساسة عادةً ما تكون عرضةً لسوء الفهم.

## التعليم
حصلت رنا الحسيني على بكالوريوس في الاتصالات عام 1990 من جامعة مدينة أوكلاهوما، كما حصلت من الجامعة نفسها على درجة الماجستير في «الفنون الليبرالية» عام 1993.

## العمل
رنا الحسيني صحفية أولى في جريدة جوردان تايمز.
إضافة إلى عملها الصحفي، قدّمت رنا العديد من الاستشارات والتأييد لقضايا المرأة لدى العديد من المنظمات المحلية والعالمية، بما فيها وكالات الأمم المتحدة. كما عملت مستشارة خاصة لدى هيئة الأمم المتحدة للمرأة (ما كان يعرف سابقاً باسم صندوق الأمم المتحدة الإنمائي للمرأة) ومنظمة المساواة الآن ودار الحرية. حيث شاركت رنا في برنامج تطوير حرية المرأة في بيت الحرية الأردني من 2004 حتى 2006، فساعدت في تحليل السياسات والجوانب الاجتماعية والقانونية المتعلقة بحقوق المرأة والعنف ضد المرأة، ومراقبة التقارير الإعلامية اليومية بهذا الخصوص وتحليلها. أما عملها مع Equality Now ومركزه الولايات المتحدة فكان مستشارة إقليمية عامي 2002 و2003، حيث أجرت بحثاً عن انتهاكات حقوق الإنسان ضد النساء والفتيات.
كما عملت مستشارة ومدرّبة في معهد الإعلام الأردني والمجلس الدولي للبحوث والتبادل، وصندوق الأمم المتحدة للسكان، حيث نظّمت العديد من ورش العمل التدريبيّة للمراسلين المحليين وطلاب الصحافة والإعلام عن إعداد التقارير حول النوع الاجتماعي وحقوق الإنسان والعنف ضد المرأة.
رنا الحسيني عضو في العديد من المجالس والهيئات، كالهيئة الوطنية الأردنية لإزالة الألغام والتأهيل، والاتحاد الأردني لكرة القدم.
كما شاركت رنا في حوارات في وسائل الإعلام المحلية والعالمية كسي إن إن، أيه بي سي، بي بي سي، نيويورك تايمز، في أو أيه، قناة الجزيرة، قناة العربية، إم بي سي، شيكاغو تريبيون. كما حاضرت حول حقوق النساء في المنطقة في العديد من المؤتمرات والفعاليات المحلية والعالمية.

## مؤلفاتها
- كتاب «جريمة باسم الشرف» باللغة الإنجليزية. نشر عام 2009. تُرجم الكتاب إلى اللغات الإنجليزية والفنلندية والهولندية.
- مؤلفة مشاركة في كتاب «البذور التاريخية والدينية للشرف». نشر عام 2012.
- مؤلفة مشاركة في كتاب «الشرف، العنف، المرأة، والإسلام». نشر عام 2010.

كما كتبت تقارير دولة الأردن التي ضُمّت إلى «مسح بيت الحرية» لحقوق النساء في الشرق الأوسط وشمال أفريقيا للفترة كانون الثاني 2009-آذار 2010. كما كتبت تقارير دولة الأردن والتي ضُمّت لتقرير الكونغرس الإسلامي الأمريكي وعنوانه «سرد حديث للنساء المسلمات في الشرق الأوسط»،

## جوائز وتكريمات
تلقّت رنا الحسيني العديد من الجوائز والتكريمات المحلية والعالمية عن إسهاماتها وعملها في إلقاء الضوء والتوعية ضد العنف ضد المرأة، خاصة ما يعرف بجرائم الشرف في الأردن.
- 1995 - جائزة MedNews - الاتحاد الأوروبي لأفضل مقالة: «جريمة باسم الشرف».
- 1998 - جائزة ريبوك لحقوق الإنسان، منحت للإبلاغ عن العنف ضد المرأة في الأردن.
- 2000 - جائزة هيومن رايتس ووتش عن إجمالي متابعاتها ونشاطها لمواجهة العنف ضد المرأة في الأردن.
- 2000 - مؤسسة الأغلبية النسوية لإسهاماتها الفريدة في الكفاح التاريخي من أجل المساواة وحقوق المرأة.
- 2003 - جائزة إدا ويلز للشجاعة في الصحافة.

2003 - إحدى قياديات One of Women’s eNews 21 للقرن الواحد والعشرين عن إنجازاتها وعملها المميز في مجالاتٍ شتّى لتحسين حياة النساء.
- 2004 - جائزة ماري كلير لأفضل عشر نساء في العالم، لعملها لجذب الاهتمام والانتباه لجرائم الشرف ضد النساء في الأردن.
- 2005 - جائزة Ciutat de L'Hospitalet الإسبانية للدفاع عن حقوق الإنسان والتعايش السملي، وذلك لعملها على المناداة بقضايا المرأة في الأردن.
- 2005 - تكريم من منظمة «المساواة الآن» لكونها أول صحفية تكسر جدار الصمت حول ما يسمّى جرائم الشرف.
- 2006: مبادرة الشاهد الصامت، تكريمها عن مجمل جهودها بالتعبير بصوتها عن الآخرين غير القادرين على التعبير عن آرائهم.
- مركز المرأة في جامعة روجر وليامز، لمساهماتها البارزة في زيادة الوعي العالمي.
- 2007 - جائزة الخريج المتميز من جامعة مدينة أوكلاهوما لمساهماتها المتميزة في مجتمعها ومهنتها.
- 2007 - وسام الحسين للتمييز من الدرجة الثانية، منحه لها الملك عبد الله الثاني بن الحسين، عن نشاطها في مجال حقوق الإنسان والدفاع عن قضايا المرأة في الأردن.
- 2010 - جائزة المرأة ذات النفوذ السنوية السابعة من مجلة Moves، لتفانيها وإلهامها العديد من النساء وتأثيرها إيجابياً على حياتهن.
- 2010: اختارها المركز الملكي للدراسات الاستراتيجية الإسلامية ضمن الشخصيات المسلمة الـ 500 الأكثر تأثيراً.

## عضويات وأنشطة
- عضو المجلس الاستشاري في منظمة المساواة الآن منذ عام 2015.
- عضو هيئة التحكيم في جوائز كورت شورك (للصحافة) -2010.
- عضو مجلس الإدارة في حملة Man Up (الولايات المتحدة) منذ 2010.
- عضو نقابة الصحفيين الأردنيين منذ 2005.
- عضو مجلس إدارة الهيئة الوطنية لإزالة الألغام وإعادة التأهيل بالأردن منذ عام 2003.
- عضو مجلس إدارة الاتحاد الأردني لكرة القدم منذ عام 2009. رئيسة لجنة كرة القدم النسوية التابعة للاتحاد منذ عام 2009.
- عضو مجلس إدارة الاتحاد الأردني لكرة السلة 2003-2004.
- عضو مجلس المنظمة الأمامية (الولايات المتحدة) 1999 - 2005.
- عضو اللجنة الوطنية الأردنية للحد من جرائم الشرف 1999 - 2003.
- عضو هيئة التحكيم في جائزة منظمة العفو الدولية لصحافة حقوق الإنسان - 2001.
- كابتن المنتخب الوطني النسوي لكرة السلة من 1995 حتى 2000. عضو الفريق الوطني النسوي من 1983 حتى 2000.